# Lathrotriccus
Lathrotriccus es un género de aves paseriformes perteneciente a la familia Tyrannidae que agrupa a dos especies nativas de América del Sur y Antillas Menores cuyas áreas de distribución se encuentran entre el norte del continente y Trinidad y Tobago hasta el norte de Argentina y Uruguay. A sus miembros se les conoce por el nombre común de mosqueros, mosqueritos o mosquetas.

## Etimología
El nombre genérico masculino «Lathrotriccus» se compone de las palabras del griego «lathraios, lathrios» que significa ‘secreto’, y « τρικκος trikkos» un pequeño pájaro no identificado; en ornitología, «triccus» significa «atrapamoscas tirano».

## Características
Las especies de este género son dos monótonos y pequeños tiránidos, midiendo entre 13 y 13,5 cm de longitud, parecidos con los del género Empidonax que habitan en el sotobosque, donde permanecen inconspícuos a no ser por sus vocalizaciones.

## Lista de especies
Según las clasificaciones del Congreso Ornitológico Internacional (IOC) y Clements Checklist/eBird, el género agrupa a las siguientes especies con el respectivo nombre común de acuerdo con la Sociedad Española de Ornitología (SEO):
| Imagen | Nombre científico          | Autor            | Nombre común       | Estado de conservación | Distribución |
| ------ | -------------------------- | ---------------- | ------------------ | ---------------------- | ------------ |
|        | Lathrotriccus euleri       | (Cabanis), 1868  | mosquero de Euler  | LC                     |              |
|        | Lathrotriccus griseipectus | (Lawrence), 1870 | mosquero pechigrís | VU                     |              |

## Taxonomía
Los amplios estudios genético-moleculares realizados por Tello et al. (2009) descubrieron una cantidad de relaciones novedosas dentro de la familia Tyrannidae que todavía no están reflejadas en la mayoría de las clasificaciones. Siguiendo estos estudios, Ohlson et al. (2013) propusieron dividir Tyrannidae en cinco familias. Según el ordenamiento propuesto, Lathrotriccus permanece en Tyrannidae, en una subfamilia Fluvicolinae Swainson, 1832-33, en una tribu Contopini Fitzpatrick, 2004 junto a Ochthornis, Cnemotriccus, Aphanotriccus, Mitrephanes, Sayornis, Empidonax, Contopus y, provisionalmente, Xenotriccus.